# Federazione cestistica di Palau
La Federazione cestistica di Palau è l'ente che controlla e organizza la pallacanestro a Palau.
La federazione controlla inoltre la nazionale di pallacanestro di Palau e ha sede ad Koror.
È affiliata alla FIBA dal 1988 e organizza il campionato di pallacanestro di Palau.